# Mistrzostwa Azji w Piłce Ręcznej Mężczyzn 1979
Mistrzostwa Azji w Piłce Ręcznej Mężczyzn 1979 – drugie mistrzostwa Azji w piłce ręcznej mężczyzn, oficjalny międzynarodowy turniej piłki ręcznej o randze mistrzostw kontynentu organizowany przez AHF mający na celu wyłonienie najlepszej męskiej reprezentacji narodowej w Azji. Odbył się w dniach 1–11 listopada 1979 roku w chińskim Nankinie.
Tytuł zdobyty w 1977 roku obroniła reprezentacja Japonii.

## Uczestnicy
- Chiny
- Indie
- Japonia
- Kuwejt
- Palestyna

## Faza grupowa
Częściowe wyniki.
| 4 listopada 1979 | Japonia | 29:14 | Palestyna | Nankin |
| 4 listopada 1979 |         | 29:14 |           | Nankin |

| 4 listopada 1979 | Kuwejt | 41:14 | Indie | Nankin |
| 4 listopada 1979 |        | 41:14 |       | Nankin |

| 5 listopada 1979 | Japonia | 44:8 | Indie | Nankin |
| 5 listopada 1979 |         | 44:8 |       | Nankin |

| 5 listopada 1979 | Chiny | 33:16 | Palestyna | Nankin |
| 5 listopada 1979 |       | 33:16 |           | Nankin |

| 8 listopada 1979 | Japonia | 27:9 | Kuwejt | Nankin |
| 8 listopada 1979 |         | 27:9 |        | Nankin |

| 9 listopada 1979 | Kuwejt | 30:14 | Palestyna | Nankin |
| 9 listopada 1979 |        | 30:14 |           | Nankin |

| 9 listopada 1979 | Japonia | 27:25 | Chiny | Nankin |
| 9 listopada 1979 |         | 27:25 |       | Nankin |

## Klasyfikacja końcowa
| Miejsce | Reprezentacja |
| ------- | ------------- |
| złoto   | Japonia       |
| srebro  | Chiny         |
| brąz    | Kuwejt        |
| 4       | Palestyna     |
| 5       | Indie         |